# Tsutsui Sadatsugu
Tsutsui Sadatsugu est un nom japonais traditionnel ; le nom de famille (ou le nom d'école), Tsutsui, précède donc le prénom (ou le nom d'artiste).
Tsutsui Sadatsugu (筒井 定次, 6 juin 1562-2 avril 1615) est un cousin et fils adopté de Tsutsui Junkei, seigneur féodal de la province de Yamato.
À la mort de Junkei en 1584, il est affecté par Toyotomi Hideyoshi dans la province d'Iga où il construit le château d'Iga Ueno. En 1608, cependant, il est destitué de son poste par le shogunat Tokugawa, sous l'accusation de gouvernance bâclée. En outre, le clan Tsutsui est contraint à l'abolition. Le château d'Iga Ueno est ensuite été repris par Tōdō Takatora.

## Source de la traduction
- (en) Cet article est partiellement ou en totalité issu de l’article de Wikipédia en anglais intitulé « Tsutsui Sadatsugu » (voir la liste des auteurs).